# دوباره تو (فیلم ۲۰۱۰)
دوباره تو (به انگلیسی: You Again) فیلمی محصول سال ۲۰۱۰ و به کارگردانی اندی فیکمن است. در این فیلم بازیگرانی همچون کریستن بل، جیمی لی کرتیس، سیگورنی ویور، دوئین جانسون، اودت انابل، کریستن چنووس، ویکتور گاربر، بتی وایت، جیمز ووک، بیلی اونگر، کایل بورنهایمر، شان وینگ، کریستین لیکین، پاتریک دافی، رجینالد ول‌جانسون، استیسی کینن و درل هال ایفای نقش کرده‌اند.